# Responsabilité
La responsabilité est le fait qu’une personne répond de ses actes, de les assumer, d’en supporter les conséquences du fait de sa charge, de sa position, et; si la situation n' est pas grave; il ne demande que de l'aide à lui même.C'est aussi la charge, mission conférée à quelqu’un par une autorité devant laquelle il doit répondre de ses actes.
Sur le plan juridique, il en résulte que la responsabilité est l'obligation de réparer le préjudice résultant soit de l'inexécution d'un contrat (responsabilité contractuelle) soit de la violation du devoir général de ne causer aucun dommage à autrui par son fait personnel, ou des choses dont on a la garde, ou du fait des personnes dont on répond (responsabilité du fait d'autrui).

## Étymologie
Le terme « responsable » trouve son origine dans le terme latin respondere qui signifie « répondre de ses actes ».
Cela rejoint l'origine de la responsabilité utilisée dans le cadre de la responsabilité civile : « Tout fait quelconque de l'homme, qui cause à autrui un dommage, oblige celui par la faute duquel il est arrivé à le réparer ».

## Domaines où s'applique la responsabilité
Cette notion s’applique à différents domaines incluant notamment :
- la responsabilité civile (conventionnelle, quasi-délictuelle ou délictuelle) ;
- la responsabilité pénale ;
- la responsabilité sociétale, en particulier la responsabilité sociétale des entreprises ;
- la responsabilité environnementale ;
- la responsabilité administrative ;
- la responsabilité morale qui consiste en une capacité pour un sujet volontaire et conscient de prendre une décision sans en référer au préalable à une autorité supérieure, à pouvoir donner les motifs de ses actes, et à être jugé sur eux ;
- la responsabilité politique, en particulier du gouvernement devant le parlement (motion de censure ou vote de confiance) ou des élus devant leurs électeurs (maires, Président de la République) ;
- la responsabilité ministérielle, désigne la redevabilité du gouvernement envers les élus dans plusieurs pays de monarchie constitutionnelle ;
- la responsabilité élargie du producteur ;
- la responsabilité numérique ou e-responsabilité.

## Responsabilité et conscience

### Public/privé, va-et-vient
La responsabilité n’est pas seulement un fait, mais aussi une valeur. En tant que valeur sociale, suivant la perspective adoptée, elle peut prendre des significations diverses : elle renvoie donc inévitablement à des valeurs éthiques (ou morales), et est, pour une part, dépendante des idéaux d’une époque, de leur vivacité et de leur configuration sociale, – en un mot : de la volonté de croire de cette époque, et d’être obéie. Aussi, l'injonction sociale à être responsable, à être l’auteur d’une vie bien réglée, s’applique notamment à la question de la manière dont nous nous rapportons chacun à nous-mêmes, entre risque et transgression. Supports de la responsabilité, un individu serait « naturellement » tenu à un ensemble de devoirs ou d'obligations, y compris la toute première, l'obligation virtuellement coupable d'être «autonome », par quoi la société entend notre responsabilisation dans un système de compétition sociale.
Pour autant, l’individu anti-conformisme ne dissocie pas forcément l'exigence sociale d'autonomie et la responsabilité morale envers lui-même. Cette inflexion individualiste de l'exigence de responsabilité, au sens fort, de la problématisation du rapport du privé et du public hante notamment la littérature américaine sur la désobéissance civile, comme chez Ralph Waldo Emerson :

« Affrontons, réprimandons la lisse médiocrité et le misérable contentement du temps, clamons plutôt, à la face des coutumes, du commerce, des affaires publiques, ce fait qui se déduit de l’histoire elle-même : il y a un grand Penseur et Acteur responsable qui agit chaque fois qu’un homme agit ; un homme vrai n’appartient ni à une époque ni à un lieu donnés, mais il est le centre des choses. Là où il est, la nature est aussi. […] il faut avoir en soi quelque chose de divin quand on s’est défait des normes communes de l’humanité pour s’aventurer à compter sur soi-même comme maître. Le cœur doit être haut, la volonté fidèle et la vue claire, pour pouvoir sérieusement se tenir à soi-même lieu de doctrine, de société et de loi, pour qu’un simple but soit aussi pressant qu’une nécessité implacable chez les autres ! »

— « Confiance et autonomie », Essais, Michel Houdiard Éditeur, 1997, p.37,45

### Passage à l'acte
Être l’auteur de ses actes ne signifie pas maîtriser la détermination de son destin personnel : être hommes, c'est être parmi les hommes, et, selon Hannah Arendt, les affaires humaines sont marquées du sceau de la fragilité, du fait de l'imprévu logé au cœur de toute action comme sa condition de possibilité. C'est la capacité d'inaugurer du neuf qui marque le singulier d'une vie humaine. Pour Theodor Adorno, cette condition d’incertitude et de fragilité, de « faillabilité » apparaît comme le fondement de la capacité d’agir et de la responsabilité morale, dès lors que le sujet y est engagé dans une enquête sur la genèse et les significations sociales des normes morales auxquelles son existence est d’emblée confrontée.

### Décisions
Sortir du cercle reviendrait à apprécier le milieu relationnel dans lequel s'enracine l'existence humaine, du microcosme au macrocosme. Ainsi, l'« éthique de l'intégrité » défendue par l'américaine Starhawk répond au souci pragmatique d'évaluer les effets que l'acte provoque, ses conséquences inhérentes, mais encore les raisons qui le déterminent, sa cohérence interne. Dans cette perspective, les choix « ne sont pas fondés sur des absolus imposés à une nature chaotique, mais sur les principes d’ordonnancement inhérents à la nature. Ils ne sont pas fondés non plus sur des règles qui peuvent être définies hors du contexte. Ils reconnaissent qu’il n’y a pas de choses séparées de leur contexte. […] L’immanence est un contexte, de telle sorte que le soi individuel ne peut jamais être vu comme un objet séparé et isolé. C’est un nœud de relations enchevêtrées, constamment transformé par les relations qu’il forme. L’intégrité signifie aussi l’intégration – être une part intégrale et inséparable de la communauté humaine et biologique ».
Aussi Toni Negri met-il l'accent sur une certaine qualité de l'exister de l'individu et de la communauté : « La conception matérialiste de l’éternité, c’est celle qui consiste à ne renvoyer les actions qu’à la responsabilité de ceux qui les accomplissent. Chaque action est singulière, elle n’influe donc que sur elle-même, et ne renvoie à rien d’autre qu’aux relations qu’elle détermine et à la continuité des rapports qu’elle entretient avec les autres. Chaque fois que l’on fait quelque chose, on en accepte la responsabilité : cette action vit pour toujours, dans l’éternité. Il ne s’agit pas d’immortalité de l’âme mais d’éternité des actions accomplies. C’est l’éternité du présent vécu à chaque instant qui passe : une plénitude complète, sans transcendance possible, fût-elle logique ou morale. […] Il n’y a pas de renvoi de la responsabilité : chacun de nous est responsable de sa singularité, de son présent, de l’intensité de la vie, de la jeunesse et de la vieillesse qu’il y investit. Et c’est l’unique moyen d’éviter la mort : il faut saisir le temps, le tenir, le remplir de responsabilité ».

## La responsabilité en ce qui a trait à l'écologie et à la crise de notre temps

### Sur le plan philosophique
La puissance que l'être humain tire de la technoscience crée des problèmes éthiques inconnus à ce jour : auparavant, l'homme pouvait penser que les interventions techniques sur la nature étaient superficielles et sans danger, que la nature était capable de rétablir ses équilibres fondamentaux de sorte qu'elle n'en était pas affectée vis-à-vis des générations à venir. Aujourd'hui, nous savons, du fait des multiples dégradations environnementales (effet de serre, érosion de biodiversité, pollutions diverses…) que la technique peut avoir des effets irréversibles sur la nature de par son ordre de grandeur et sa logique cumulative. Pour le philosophe Hans Jonas, la responsabilité doit par conséquent faire l'objet d'une nouvelle définition, non plus comme réponse de ses actes, mais comme réponse à un donné. Il ne s'agit plus de répondre de ses faits et gestes, d'en subir les conséquences, de réparer le tort causé à autrui. « Il y a encore un tout autre concept de responsabilité qui ne concerne pas le calcul ex post facto de ce qui a été fait, mais la détermination de ce qui est à faire ; un concept en vertu duquel je me sens responsable non en premier lieu de mon comportement et de ses conséquences, mais de la chose qui revendique mon agir ». L'objet de cette nouvelle responsabilité, c'est la possibilité d'une perpétuation indéfinie de l'humanité dans l'avenir. L'homme devient responsable devant les générations futures. Pour Jonas, le concept de responsabilité s'exprime sous forme d'un impératif catégorique, dont l'une des formulations est : « Agis de façon que les effets de ton action soient compatibles avec la permanence d'une vie authentiquement humaine sur terre ». Avec Le Principe responsabilité (1979), Jonas établit un nouveau paradigme du concept de responsabilité.
Vittorio Hösle, disciple de Hans Jonas, exprime la conviction que la philosophie doit aujourd’hui se poser les questions de son époque. Il estime que les philosophes contemporains ont eux-mêmes des responsabilités à prendre face à la crise écologique et à la crise du temps présent en général.

### Sur le plan religieux
Le christianisme a été confronté à une polémique avec les représentants de la nouvelle conscience écologique au sujet de sa responsabilité dans la crise écologique.
Vittorio Hösle estime que les Églises ont aussi une responsabilité sur les questions d'écologie, qu'elles doivent sensibiliser leurs fidèles, mais qu'elles ont tardé à se préoccuper de ces questions. Il pense qu'il existe des besoins de formation des théologiens en ce qui concerne l'écologie.
Dans l'encyclique Laudato si' « sur la sauvegarde de la maison commune » (2015), le pape François commente le passage de la Genèse (Gn 2, 15) qui invite à « cultiver et garder » le jardin du monde, en disant que cela implique une relation de réciprocité responsable entre l’être humain et la nature.

### Dans le domaine de l'écologie politique
La responsabilité est l’une des trois valeurs centrales de l’écologie politique, avec la solidarité et l’autonomie. Elle consiste dans la prise de conscience des conséquences de nos actes présents, que ce soit pour l'avenir (dimension temporelle) ou pour l’ensemble des territoires affectés (dimension spatiale). Elle suppose un système économique, juridique et politique capable de mettre en relation nos décisions avec les effets qui s’ensuivent, qu’ils soient positifs ou négatifs. Cette responsabilité s’exerce pour certains par des stratégies de développement durable, qui allient les aspects environnementaux, sociaux et économiques, au niveau des gouvernements, des régions, ou des collectivités territoriales.

### Dans le domaine de la gestion d'entreprise
Dans le domaine de la gestion d'entreprise, la responsabilité en ce qui a trait à l'environnement est inséparable des aspects économiques et sociaux. L'environnement constitue ainsi, avec le social et l'économie, l'un des trois piliers du développement durable. L'application des principes de développement durable aux entreprises constitue la responsabilité sociétale des entreprises. Il s'agit d'un nouveau type de stratégie des entreprises dans lequel l’analyse approfondie des relations avec les parties prenantes occupe une place déterminante.
Xavier Pavie montre que, dans le processus d'innovation, les principes de développement durable de Brundtland ne suffisent plus, et qu'il faut leur adjoindre trois questions complémentaires pour que l'innovation soit vraiment responsable :
- Questionner les besoins des individus ;
- Mesurer les impacts directs des innovations ;
- Mesurer les impacts indirects.

## Autres responsabilités dans le domaine de la gestion d’entreprise
En gestion, la responsabilité du fait des produits défectueux est un risque que les entreprises doivent intégrer de plus en plus dans leur mode de gestion, sous peine de s’exposer à des risques juridiques (voir sécurité juridique) ou au versement d’intérêts compensatoires. Cet enjeu devient de plus en plus important pour les dirigeants, dans la mesure où il devient difficile, aujourd’hui, de cacher un vice dans un produit, ou un service rendu à un client. En effet, les facilités de communication offertes par l’internet, les messageries électroniques, et autres mobiles, permettent de se rendre compte assez vite des vices des produits.

### La responsabilité administrative
L'irresponsabilité de la puissance publique et donc de ses agents apparaissait dans la première moitié du XIXe siècle comme intimement liée à l'exercice de la souveraineté. En effet l'article 2 de la loi du 24 août 1790 puis la constitution de l'an VIII avaient institué une garantie des fonctionnaires qui subordonnait les poursuites dirigées contre un agent à l'autorisation du Conseil d'État, ce qui n'était que bien rarement accordée.

### La responsabilité pénale
L'un des phénomènes marquant des dernières années réside dans l'accroissement de la responsabilité pénale des fonctionnaires. Ceci peut s'expliquer par l'inflation et l'instabilité grandissante des normes, l'augmentation des incriminations pénales, la recherche d'une plus grande transparence de l'administration, une amélioration de l'État de droit, une modification du comportement des justiciables qui cherchent des responsables ainsi que du juge pénal. Cet type de responsabilité regroupe le manquements au devoir de probité et les fautes non intentionnelles.

#### Aspects philosophiques
- Éthique
- Morale
- Perception
- Conscience
- Devoir
- Volonté (philosophie)
- Autonomie
- Culpabilité
- Responsabilité environnementale
- Responsabilité élargie du producteur
- Responsabilité de protéger

#### Développement durable
- Développement durable
- Responsabilité sociale des entreprises

#### Aspects juridiques
- Responsabilité civile
- Théorie de la garantie
- Responsabilité pénale
- Responsabilité des dirigeants
- Sécurité juridique
- Loi
- Responsabilité sociale
- Responsabilité environnementale
- Transfert de responsabilité
- Principe pollueur-payeur

#### Aspects économiques
- Marc Fleurbaey